# John Persen
John Persen, né le 9 novembre 1941 à Porsanger et mort le 12 décembre 2014 à Oslo, est un compositeur norvégien. 

## Biographie
Il est le beau-fils du poète Finn Strømsted (en). Il est l'auteur de l'opéra Under kors og krone à partir de 1985 et de la pièce pour orchestre Over kors og krone. Les deux travaux sont basés sur le Soulèvement de Kautokeino en 1852. Il a été le directeur de l'Ultima - Oslo Contemporary Music Festival à Oslo, dont il est l'un des fondateurs au début des années 1990. Son œuvre est récompensée par un Lindemanprisen en 1999 et deux Edvardprisen. Persen a été élu membre honoraire de la Norwegian Society of Composers.